# Les Schtroumpfs et la Cape magique
Les Schtroumpfs et la Cape magique est le quarante-deuxième album de la série de bande dessinée Les Schtroumpfs originellement créée par Peyo. Publié en 2024 aux éditions Le Lombard, l'album est scénarisé par Alain Jost et Thierry Culliford et illustré par Miguel Díaz Vizoso.

## Résumé
Un matin, après avoir été victime d'une mauvaise blague du Schtroumpf Farceur, le Schtroumpf Peureux se réveille en ne craignant plus rien ni personne. Quelques instants plus tard, c'est le Schtroumpf Gourmand qui perd l'appétit, et ensuite le Schtroumpf Paresseux qui devient hyperactif... 
Tous ont porté pendant quelques instants une vieille cape poussiéreuse trouvée dans une malle. Cette cape magique va très vite semer la zizanie dans le village !

## Réception
Le titre est tiré à 80 000 exemplaires en France. Il débute à la 17e place du classement hebdomadaire des meilleures ventes de bande-dessinées dans le pays. La semaine suivante, l'album monte à la 11e place. Puis, il redescend à sa position initiale.